# 하네사와 신호장
하네사와 신호장(일본어: 羽根沢信号場, はねさわしんごうじょう)는 일본 도쿄도 고쿠분지시에 있는 신호장이다.
이곳에서 고이가쿠보까지는 복선으로, 고쿠분지까지는 단선으로 운행한다.

## 역사
- 1968년 11월 12일: 사용 개시.